# Música da Cidade do Vaticano
Como sede do Papado, a Cidade do Vaticano e seu antecessor, os Estados Papais, desempenharam um papel importante no desenvolvimento da música cristã. Ali, são executados cantos de origem antiga, como os cantos gregorianos, bem como música polifônica moderna. O coro papal é uma instituição renomada com mais de quatrocentos anos de história. Originalmente, os cantores vinham do norte da Europa, mas, no século XVI, começaram a vir mais da Espanha e da Itália. Nessa época, as autoridades eclesiásticas expressaram preocupações de que as melodias tradicionais estavam abafando as palavras dos textos litúrgicos.Como resultado, reformadores como Palestrina revisaram as regras por trás do canto gregoriano e do germânio, que foram impressas pela Imprensa Medici em Roma; essas reformas continuaram a ser seguidas até os dias atuais. Um instrumento musical tradicional era o órgão de tubos . Após o fim dos Estados Papais, a capacidade dos Papas de patrocinar compositores e músicos diminuiu. Porém, não acabou totalmente nem o interesse pelo assunto. O Papa Pio X e o Papa Pio XII escreveram sobre o assunto. Nos tempos modernos, John Harbison  e Gilbert Levine  compuseram ou dirigiram para o Vaticano. Embora não seja do Vaticano, um concerto de Natal onde músicos populares se apresentaram foi realizado no Vaticano durante treze anos, até terminar em 2006. Artistas notáveis incluíram José Feliciano, Thelma Houston, Dionne Warwick, Gloria Gaynor e BB King . O concerto criou polêmica em 2003 devido às declarações de Lauryn Hill que aproveitou a oportunidade para criticar o Vaticano sobre casos de abuso sexual católico romano . 